# Kernkraftwerk Ningde
Das Kernkraftwerk Ningde (chinesisch 宁德核电厂, Pinyin Níngdé Hédiànchǎng) ist ein Kernkraftwerk in der kreisfreien Stadt Fuding, bezirksfreie Stadt Ningde, Provinz Fujian, Volksrepublik China, das nördlich der Taiwanstraße am Ostchinesischen Meer liegt. Mit Stand August 2023 sind vier Reaktorblöcke mit einer installierten Leistung von zusammen 4356 MW in Betrieb; zwei weitere Blöcke mit einer installierten Leistung von zusammen ca. 2200 MW sind geplant.
Das Kraftwerk wird in zwei Bauphasen errichtet. Im Endausbau soll das Kraftwerk aus sechs Blöcken bestehen.

## Phase 1
In der Phase 1 wurden vier Reaktorblöcke mit jeweils einem Druckwasserreaktor (DWR) des Typs CPR-1000 errichtet.

### Block 1
Der Block 1 verfügt über einen DWR vom Typ CPR-1000 mit einer Netto- bzw. Bruttoleistung von 1018 bzw. 1089 MWe; seine thermische Leistung liegt bei 2905 MWt.
Mit dem Bau von Block 1 wurde am 18. Februar 2008 begonnen. Am 24. November 2012 erreichte der Reaktor erstmals die Kritikalität. Er wurde am 28. Dezember 2012 mit dem Stromnetz verbunden und nahm am 15. April 2013 den kommerziellen Betrieb auf. Der Block 1 hat von 2012 bis Ende 2022 insgesamt 75,52 TWh Strom erzeugt; im Jahr 2022 erzielte er mit 8760 Betriebsstunden und einer Produktion von 8917,03 GWh sein bestes Ergebnis.

### Block 2
Der Block 2 verfügt über einen DWR vom Typ CPR-1000 mit einer Netto- bzw. Bruttoleistung von 1018 bzw. 1089 MWe; seine thermische Leistung liegt bei 2905 MWt.
Mit dem Bau von Block 2 wurde am 12. November 2008 begonnen. Am 20. Dezember 2013 erreichte der Reaktor erstmals die Kritikalität. Er wurde am 4. Januar 2014 mit dem Stromnetz verbunden und nahm am 4. Mai 2014 den kommerziellen Betrieb auf. Der Block 2 hat von 2014 bis Ende 2022 insgesamt 68,38 TWh Strom erzeugt; im Jahr 2020 erzielte er mit 8784 Betriebsstunden und einer Produktion von 8940,5 GWh sein bestes Ergebnis.

### Block 3
Der Block 3 verfügt über einen DWR vom Typ CPR-1000 mit einer Netto- bzw. Bruttoleistung von 1018 bzw. 1089 MWe; seine thermische Leistung liegt bei 2905 MWt.
Mit dem Bau von Block 3 wurde am 8. Januar 2010 begonnen. Am 8. März 2015 erreichte der Reaktor erstmals die Kritikalität. Er wurde am 21. März 2015 mit dem Stromnetz verbunden und nahm am 10. Juni 2015 den kommerziellen Betrieb auf. Der Block 3 hat von 2015 bis Ende 2022 insgesamt 59,83 TWh Strom erzeugt; im Jahr 2020 erzielte er mit 8501 Betriebsstunden und einer Produktion von 8650,7 GWh sein bestes Ergebnis.

### Block 4
Der Block 4 verfügt über einen DWR vom Typ CPR-1000 mit einer Netto- bzw. Bruttoleistung von 1018 bzw. 1089 MWe; seine thermische Leistung liegt bei 2905 MWt.
Mit dem Bau von Block 4 wurde am 29. September 2010 begonnen. Am 16. März 2016 erreichte der Reaktor erstmals die Kritikalität. Er wurde am 29. März 2016 mit dem Stromnetz verbunden und nahm am 21. Juli 2016 den kommerziellen Betrieb auf. Der Block 4 hat von 2016 bis Ende 2022 insgesamt 51,03 TWh Strom erzeugt; im Jahr 2018 erzielte er mit 8760 Betriebsstunden und einer Produktion von 8917,08 GWh sein bestes Ergebnis.

## Phase 2
Die Phase 2 umfasst die Errichtung von zwei Reaktorblöcken mit jeweils einem DWR des Typs HPR1000. Am 31. Juli 2023 gab der Staatsrat der Volksrepublik China seine Zustimmung zum Bau der beiden Blöcke.

### Block 5
Der offizielle Baubeginn von Block 5 war am 28. Juli 2024.

## Eigentümer
Die vier Blöcke des Kernkraftwerks sind im Besitz der Fujian Ningde Nuclear Power Company, Ltd.  (FNNPC) und werden auch von FNNPC betrieben.

## Sonstiges
Die Gesamtkosten für die Errichtung der vier Blöcke der Phase 1 wurden 2008 mit 50 Mrd. CNY (bzw. 7 Mrd. USD) angegeben.

## Daten der Reaktorblöcke
Das Kernkraftwerk Ningde hat vier Blöcke (Quelle: IAEA, Stand: August 2023):
| Block | Reaktortyp | Modell   | Status     | Netto- leistung in MWe (Design) | Brutto- leistung in MWe | Therm. Leistung in MWt | Baubeginn  | Erste Kritikalität | Erste Netzsyn- chronisation | Kommer- zieller Betrieb | Abschal- tung | Einspeisung in TWh |
| ----- | ---------- | -------- | ---------- | ------------------------------- | ----------------------- | ---------------------- | ---------- | ------------------ | --------------------------- | ----------------------- | ------------- | ------------------ |
| 1     | PWR        | CPR-1000 | In Betrieb | 1018                            | 1089                    | 2905                   | 18.02.2008 | 24.11.2012         | 28.12.2012                  | 15.04.2013              | –             | 75,52              |
| 2     | PWR        | CPR-1000 | In Betrieb | 1018                            | 1089                    | 2905                   | 12.11.2008 | 20.12.2013         | 04.01.2014                  | 04.05.2014              | –             | 68,38              |
| 3     | PWR        | CPR-1000 | In Betrieb | 1018                            | 1089                    | 2905                   | 08.01.2010 | 08.03.2015         | 21.03.2015                  | 10.06.2015              | –             | 59,83              |
| 4     | PWR        | CPR-1000 | In Betrieb | 1018                            | 1089                    | 2905                   | 29.09.2010 | 16.03.2016         | 29.03.2016                  | 21.07.2016              | –             | 51,03              |
| 5     | PWR        | HPR1000  | In Bau     | 1100                            | 1200                    | 3100                   | 28.07.2024 | -                  | -                           | -                       | –             | -                  |